# Sophia Schliemann
Sophia Schliemann, née Sofía Engastroménou (en grec moderne : Σοφία Εγκαστρωμένου) (12 janvier 1852 - 27 octobre 1932), est la deuxième épouse grecque de l'archéologue Heinrich Schliemann, découvreur des ruines de Troie. Elle est connue pour avoir posé pour une photo alors qu'elle arbore des bijoux en or du trésor de Priam.

## Biographie
Sofía Engastroménou est née à Athènes dans une riche famille de commerçants. Son oncle, l'évêque Theókletos Víbos, est engagé par Heinrich Schliemann pour lui donner des cours de grec et est ensuite chargé de trouver une « femme grecque aux cheveux noirs dans l'esprit homérique » pour devenir sa femme. Ils se marient le 24 septembre 1869 et ont deux enfants, Andromaque (1871-1962) et Agamemnon (1878-1954).
Sophia n'a été que brièvement présente lors des fouilles de 1873 à Hisarlik, au cours desquelles elle est agressée par un contremaître. Elle quitte le site au bout d'un mois en raison de la mort inattendue de son père. Plus tard, Schliemann falsifie les archives pour exagérer le rôle de Sophia dans les fouilles, et l'histoire selon laquelle le trésor de Priam avait été emporté en fraude du site dans le châle de Sophia. Après la mort de son mari en 1890, Sophia continue à donner des conférences sur son travail et organise des réunions dans sa résidence athénienne, le palais d'Illion. Elle édite l'autobiographie de Schliemann et la publie en 1892.
Sophia passe le reste de sa vie à faire partie de la haute société athénienne et à parrainer des actions caritatives. En 1902, après avoir été témoin des souffrances des soldats grecs lors de la récente guerre avec la Turquie, elle parraine, avec un groupe de dames de la société, la construction d'un sanatorium pour les tuberculeux à Goudí. Elle siège à son conseil d'administration de 1919 à sa mort en 1932. L'institution est devenue depuis l'hôpital des maladies thoraciques Sotiría, le plus grand centre pulmonaire de Grèce.

## Culture
Sophia est un personnage central du roman historique Le Trésor Grec ou le Roman d'Henry et Sophie Schliemann d'Irving Stone (1975). Dans le téléfilm allemand, de 2007, Troie, la cité du trésor perdu, Sophia Engastroménou est incarnée par l'actrice française Mélanie Doutey. Elle a également inspiré le roman Sophia : A Woman's Search for Troy de Nancy Joaquim.